# الكسندر جون كولكوهون
الكسندر جون كولكوهون هو فلاح وسياسي كندي، ولد في 1868، وتوفي في 1951. انتخب عضو المجلس التشريعي في ساسكاتشوان ‏.